# Матвієвська (Чушевицьке сільське поселення)
Матві́євська (рос. Матвеевская) — присілок у складі Верховазького району Вологодської області, Росія. Входить до складу Чушевицького сільського поселення.

## Населення
Населення — 3 особи (2010; 7 у 2002).
Національний склад (станом на 2002 рік):
- росіяни — 100 %